# Bactrocera abdonigella
Bactrocera abdonigella är en tvåvingeart som först beskrevs av Drew 1971.  Bactrocera abdonigella ingår i släktet Bactrocera och familjen borrflugor. Inga underarter finns listade.